# Apodopsyllus africanus
Apodopsyllus africanus är en kräftdjursart som beskrevs av Kunz 1962. Apodopsyllus africanus ingår i släktet Apodopsyllus och familjen Paramesochridae. Inga underarter finns listade i Catalogue of Life.